# سیارک ۵۳۴۱
سیارک ۵۳۴۱ (به انگلیسی: 5341 Purgathofer، نامگذاری:6040P-L) پنج هزار و سیصد و چهل و یکمین سیارک کشف شده‌است که در ۲۴ سپتامبر ۱۹۶۰ کشف شد.
قدر مطلق سیارک برابر ۱۴٫۴۰ است.